# Parupeneus moffitti
Parupeneus moffitti Randall & Myers, 1993 è un pesce marino appartenente alla famiglia Mullidae.

## Distribuzione e habitat
Proviene dalle Isole Marianne, nell'ovest dell'oceano Pacifico, dove nuota fino a 230 m di profondità.

## Descrizione
La lunghezza massima registrata è  di 23,5 cm. La colorazione è rossa chiara; sia i barbigli che le pinne variano dal bianco-giallastro al rosso-rosa. Presenta una striscia rosa sul dorso.